# 카르멘 폴로
카르멘 폴로(Carmen Polo, 1900년 6월 11일 ~ 1988년 2월 6일)는 스페인의 카우디요를 지낸 프란시스코 프랑코의 영부인이다.